# Большая Амзя (деревня)
Большая Амзя (баш. Оло Әмзә) — деревня в Краснокамском районе Республики Башкортостан Российской Федерации. Входит в состав Раздольевского сельсовета.

## География

### Географическое положение
Расстояние до:
- районного центра (Николо-Берёзовка): 23 км,
- центра сельсовета (Раздолье): 3 км,
- ближайшей ж/д станции (Амзя): 18 км.

## Население
| 2002 | 2009 | 2010 |
| ---- | ---- | ---- |
| 122  | ↗163 | ↘141 |

Национальный состав
Согласно переписи 2002 года, преобладающая национальность — марийцы (95 %).